# نظریه موج ایری
نظریه موج ایری (که نظریه موج خطی نیز گفته می‌شود) توصیفی خطی‌شده از انتشار امواج گرانشی روی سطح لایهٔ سیال همگن ارائه می‌کند. در این نظریه، لایهٔ سیال دارای عمق متوسط یکنواخت پنداشته می‌شود. هم‌چنین فرض می‌شود که سیال تراکم‌ناپذیر، غیر لزج و غیر چرخشی است. این نظریه، نخستین بار در سده نوزدهم میلادی توسط جرج ایری به صورت کنونی منتشر شد.
نظریه موج ایری اغلب در مهندسی اقیانوس و مهندسی سواحل برای مدل‌سازی وضعیت‌های دریایی تصادفی به کار می‌رود. توصیف ارائه شده از سینماتیک و دینامیک موج، برای بسیاری از خواسته‌ها از دقت بالایی برخوردار است. هم‌چنین می‌توان برخی از ویژگی‌های غیر خطی مرتبهٔ دوم امواج سطحی را با نتایج این نظریه تخمین زد. افزون بر این، نظریه موج ایری تقریب مناسبی برای موج‌های سونامی در اقیانوس و پیش از رسیدن به ساحل است.
معمولاً این نظریه برای به دست آوردن یک تخمین سریع و تقریبی از ویژگی‌های امواج و اثر آن‌ها به کار می‌رود. این تقریب برای نسبت‌های کوچک ارتفاع موج به عمق آب (برای موج‌های آب کم‌عمق) و نسبت‌های کوچک ارتفاع به طول موج (برای موج‌های آب عمیق) دقیق است.

## توصیف

ویژگی‌های موج

انتشار امواج گرانشی روی سطح سیال. نسبت سرعت فاز و گروهی به (gh)√ به عنوان تابعی از h/λ. منحنی A و B به ترتیب سرعت فاز و گروهی را نشان می‌دهند. خط‌های ممتد بر پایهٔ رابطهٔ انتشار در هر عمقی معتبر هستند. خط‌نقطه‌ها بر پایهٔ رابطهٔ انتشار در آب عمیق معتبر هستند.

نظریه موج ایری از رویکرد جریان پتانسیل (یا سرعت پتانسیل) برای توصیف حرکت امواج گرانشی روی سطح سیال بهره می‌برد. به کار بردن جریان پتانسیل در امواج آبی برخلاف سیالات دیگر که باید اثر لزجت، چرخش، آشفتگی و جدایش جریان در نظر گرفته شود، موفقیت‌آمیز است. دلیل آن، محدود بودن چرخش ناشی از موج به لایه‌های مرزی نوسانی استوکس در مرز محدودهٔ سیال است.
نظریه موج ایری معمولاً در مهندسی اقیانوس و مهندسی سواحل به کار می‌رود. به‌ویژه در امواج تصادفی، که آشفتگی موج نیز خوانده می‌شوند، تغییرات آماری موج از جمله طیف موج، در مسافت‌های نه‌چندان بلند و آب‌های نه‌چندان کم‌عمق، به خوبی تخمین زده می‌شود. انتشار یکی از اثرات موج است که می‌توان آن را توسط نظریه موج ایری توصیف کرد. هم‌چنین می‌توان کم‌ژرفایی و انکسار را با تقریب دبلیو کی بی پیش‌بینی کرد.
تلاش‌های اولیه برای توصیف امواج گرانشی سطحی با استفاده از جریان پتانسیل توسط افرادی مانند لاپلاس، پواسون، کوشی و کلاند انجام شد؛ ولی ایری نخستین کسی بود که محاسبات و روابط درست را در سال ۱۸۴۱ منتشر کرد. چند سال بعد، در ۱۸۴۷، استوکس نظریه خطی ایری را برای حرکت غیرخطی موج توسعه داد که برای تیزی موج تا مرتبهٔ سوم درست بود.
نظریه موج ایری، یک نظریه خطی برای انتشار موج روی سطح جریان پتانسیل و بر بستری افقی است. تراز سطح آزاد (η(x,t یک مؤلفهٔ موج، سینوسی و تابعی از مکان افقی x و زمان t است:
{\displaystyle \eta (x,t)\,=\,a\,\cos \,\left(kx\,-\,\omega t\right)}
که در آن، a دامنه موج و k عدد موج زاویه‌ای است که با طول موج به صورت زیر رابطه دارد:
{\displaystyle k\,=\,{\frac {2\pi }{\lambda }}\,}
هم‌چنین ω بسامد زاویه‌ای است که به صورت زیر با دورهٔ تناوب T و بسامد f رابطه دارد:
{\displaystyle \omega \,=\,{\frac {2\pi }{T}}\,=\,2\pi \,f\,}
امواج با سرعت فاز cp روی سطح آب منتشر می‌شوند:
{\displaystyle c_{p}\,=\,{\frac {\omega }{k}}\,=\,{\frac {\lambda }{T}}}

## رابطهٔ ریاضی حرکت موج

### رابطهٔ مسئلهٔ جریان
امواج در جهت افقی با مختصات x منتشر می‌شوند و دامنهٔ سیال روی سطح آزاد در (z = η(x,t محدود می‌شود که z مختصات قائم (مثبت رو به بالا) و t زمان است. تراز z=۰ متناظر با تراز متوسط سطح آب است. هم‌چنین تراز بستر نفوذناپذیر زیر لایهٔ سیال z=-h می‌باشد. فرض می‌شود که سیال تراکم‌ناپذیر و غیر چرخشی است و نظریهٔ پتانسیل برای توصیف جریان، قابل استفاده است. پتانسیل سرعت (Φ(x,z,t به صورت زیر به مؤلفه‌های سرعت جریان در راستای افقی (ux) و قائم (uz) وابسته است:
{\displaystyle u_{x}\,=\,{\frac {\partial \Phi }{\partial x}}\quad {\text{and}}\quad u_{z}\,=\,{\frac {\partial \Phi }{\partial z}}}
بر اساس معادلهٔ پیوستگی سیال تراکم‌ناپذیر، پتانسیل Φ معادلهٔ لاپلاس را ارضا می‌کند:
{\displaystyle (1)\qquad {\frac {\partial ^{2}\Phi }{\partial x^{2}}}\,+\,{\frac {\partial ^{2}\Phi }{\partial z^{2}}}\,=\,0}
شرایط مرزی در بستر و سطح آزاد برای حل بستهٔ دستگاه معادلات مورد نیاز هستند. در چارچوب نظریهٔ خطی، باید حالت پایهٔ جریان مشخص باشد. اکنون فرض می‌کنیم که حالت پایه، وضعیت سکون باشد که در آن، سرعت‌های جریان برابر صفر هستند.
در بستر نفوذناپذیر، شرط مرزی سینماتیک به صورت زیر است:
{\displaystyle (2)\qquad {\frac {\partial \Phi }{\partial z}}\,=\,0\quad {\text{ at }}z\,=\,-h}
در وضعیت آب عمیق (با عمق بی‌نهایت از نظر ریاضی) هنگامی که تراز بستر به بی‌نهایت میل می‌کند (∞- → z)، سرعت جریان باید به سوی صفر میل کند.
در سطح آزاد، برای امواج بی‌نهایت کوچک، حرکت قائم جریان باید معادل با سرعت قائم سطح آزاد باشد. به این ترتیب، شرط مرزی سینماتیک سطح آزاد به صورت زیر در می‌آید:
{\displaystyle (3)\qquad {\frac {\partial \eta }{\partial t}}\,=\,{\frac {\partial \Phi }{\partial z}}\quad {\text{ at }}z\,=\,\eta (x,t)}
اگر تراز سطح آزاد تابع معلومی بود، این شرایط برای حل مسئله کافی بود. با توجه به این که تراز سطح آزاد یک مجهول اضافی است، یک شرط مرزی اضافی مورد نیاز است. این شرط با استفاده از معادلهٔ برنولی برای جریان پتانسیل غیر دائمی فراهم می‌شود. فشار بر سطح آزاد، ثابت و برابر صفر در نظر گرفته می‌شود. پس از خطی‌سازی، شرط دینامیک سطح آزاد به شکل زیر به دست می‌آید:
{\displaystyle (4)\qquad {\frac {\partial \Phi }{\partial t}}\,+\,g\,\eta \,=\,0\quad {\text{ at }}z\,=\,\eta (x,t)}
با توجه به خطی بودن نظریه، مقدار Φ و Φ/∂z∂ در دو شرط مرزی سطح آزاد در تراز متوسط ثابت z=۰ به کار برده می‌شود.

### حل معادله برای موج پیش‌روندهٔ تک‌رنگ
تراز سطح آزاد برای یک موج پیش‌رونده تک‌بسامد (موج تک‌رنگ) به شکل زیر است:
{\displaystyle \eta \,=\,a\,\cos \,(kx\,-\,\omega t)}
پتانسیل سرعت متناظر که معادلهٔ لاپلاس (۱) را در محدودهٔ سیال و شرایط مرزی را در سطح آزاد (۲) و بستر (۳) ارضا کند، به صورت زیر است:
{\displaystyle \Phi \,=\,{\frac {\omega }{k}}\,a\,{\frac {\cosh \,{\bigl (}k\,(z+h){\bigr )}}{\sinh \,(k\,h)}}\,\sin \,(kx\,-\,\omega t)}
هم‌چنین η و Φ باید شرط مرزی دینامیک را ارضا کنند که اگر معادلهٔ پراکنش زیر حل شود، مقدار غیر بدیهی برای دامنهٔ موج به دست می‌دهد:
{\displaystyle \omega ^{2}\,=\,g\,k\,\tanh \,(kh)}

## اثر تنش سطحی
بر اثر تنش سطحی، معادلهٔ پراکنش به شکل زیر تغییر می‌کند:
{\displaystyle \Omega ^{2}(k)\,=\,\left(g\,+\,{\frac {\gamma }{\rho }}\,k^{2}\right)\,k\;\tanh \,(k\,h)}
که γ تنش سطحی است. اگر شتاب گرانش به صورت زیر جایگزین شود، همهٔ معادلات بالا ثابت می‌مانند:
{\displaystyle {\tilde {g}}\,=\,g\,+\,{\frac {\gamma }{\rho }}\,k^{2}}
تنش سطحی باعث انتشار سریعتر موج می‌شود. تنش سطحی تنها بر امواج کوتاه تأثیر دارد که طول موج کمتر از چند دسی‌متر در سطح تماس آب و هوا داشته باشند. در طول‌موج‌های بسیار کوتاه (دو میلی‌متر و کمتر) اثر گرانش قابل چشم‌پوشی است.
- امواج سطح اقیانوس
- انرژی موج